# Ioscytus chapmani
Ioscytus chapmani är en insektsart som beskrevs av Mckinnon och Polhemus 1986. Ioscytus chapmani ingår i släktet Ioscytus och familjen strandskinnbaggar. Inga underarter finns listade i Catalogue of Life.